# Operacja charkowska (listopad–grudzień 1919)
Operacja charkowska – działania wojsk Frontu Południowego Armii Czerwonej przeciwko Siłom Zbrojnym Południa Rosji między 19 listopada a 17 grudnia 1919 r. Jej celem było zdobycie Charkowa oraz Kupiańska, a następnie otwarcie drogi do podjęcia dalszych działań ofensywnych w Donbasie. 

## Tło wydarzeń
W październiku 1919 r. Armia Czerwona rozpoczęła kontrofensywę przeciwko Siłom Zbrojnym Południa Rosji, w celu powstrzymania ich marszu, którego ostatecznym celem było zdobycie Moskwy, i odzyskania utraconych w ciągu dwóch poprzednich miesięcy terytoriów. W dniach 13–20 października czerwoni z powodzeniem przeprowadzili operację orłowsko-kromską, zmuszając do wycofania się do Kurska białą Armię Ochotniczą gen. Władimira Maj-Majewskiego, która dotarła najbliżej rosyjskiej stolicy. 24 października korpus kawalerii (przekształcony następnie w 1 Armię Konną) pod dowództwem Siemiona Budionnego pokonał pod Woroneżem białą konnicę Andrieja Szkury i Konstantina Mamontowa. Przez blisko miesiąc trwała zacięta bitwa o węzeł kolejowy Kastornoje, ostatecznie zakończona zwycięstwem czerwonych. 15 listopada Armia Czerwona odbiła z rąk białych Kursk. Sukcesy te otworzyły czerwonym drogę do dalszego marszu na południe, w tym odbicia straconego w czerwcu 1919 r. Charkowa. Dowództwo Armii Czerwonej postawiło przed Frontem Południowym zadanie ostatecznego rozbicia Armii Ochotniczej.

## Siły strony i przebieg operacji
Wchodzące w skład Frontu Południowego Armii Czerwonej 14, 13, 8 Armia oraz 1 Armia Konna liczyły łącznie 58 tys. bagnetów, 13 tys. szabel, 455 dział i 1660 karabinów maszynowych. Wycofująca się na południe Armia Ochotnicza liczyła, łącznie z rezerwami, ok. 47 tys. bagnetów, 23 tys. szabel, 227 dział i 1600 karabinów maszynowych. Jej celem było niedopuszczenie do utraty Charkowa i sąsiadującego z nim obszaru uprzemysłowionego, a także ustabilizowanie linii frontu drogą serii kontrataków.
23 listopada siły czerwonych zajęły linię Rylsk-Lgow-Kursk-Tim-Kastornoje i rozwinęły ogólne natarcie w kierunku Charkowa i Kupiańska. Główne uderzenie w kierunku charkowskim prowadziły 14 Armia pod dowództwem Ijeronima Uborewicza oraz 13 Armia pod dowództwem Anatolija Gekkera. 13 Armii powierzono również zadanie zdobycia Kupiańska we współpracy z Armią Konną Budionnego. 8 Armia miała zabezpieczać ich działania, uderzając w kierunku Starobielska.
Biali podjęli próbę kontrataku na styku 13 Armii oraz 1 Armii Konnej, koncentrując w rejonie Wołczanska i Wałujek korpusy konne Konstantina Mamontowa i Siergieja Ułagaja. Jednak 28 listopada czerwoni przeszli z kolei do kontrofensywy, opanowując obszar do linii Sumy-Obojań-Stary Oskoł-Ostrogożsk-Liski-Bobrow, natomiast 1 Armia Konna i 13 Armia wysunęły się daleko do przodu, docierając do Nowego Oskołu i opanowując również to miasto. W dniach 3–7 grudnia miała miejsce zacięta bitwa między kawalerią czerwonych i białych, zakończona ostatecznie sukcesem 1 Armii Konnej. Do 9 grudnia 13 Armia opanowała Wołczansk, 1 Armia Konna - Wołokonowkę i Wałujki, zaś 8 Armia – Biriucz oraz Szelakino. 14 Armia natomiast przełamała obronę białych między Achtyrką i Grajworonem, zdobywając 9 grudnia Biełgorod, Bogoduchow i Wałki. 11 grudnia również 14 Armia, zajmując linię Merefy, odcięła białym drogę ucieczki na południe.
W tym samym czasie 13 Armia obeszła Charków i opanowała najpierw położony na wschód od niego Kupiańsk. Charków został zdobyty 11 lub 12 grudnia przez 14 Armię. 1 Armia Konna wycofała się w kierunku Swatowa i zajęła tę miejscowość 17 grudnia, uniemożliwiając białym odejście z Charkowa na wschód. Wkroczenie bolszewików do Charkowa spotkało się z raczej przychylnym przyjęciem miejscowych mieszkańców. W czerwcu 1919 r. przyjmowali oni białych z nadzieją na poprawę sytuacji ekonomicznej w mieście, licząc na przezwyciężenie trudności w zaopatrzeniu Charkowa w żywność i ponowne uruchomienie zamkniętych zakładów przemysłowych. Jednak do sierpnia 1919 r. wśród ludności, zwłaszcza robotników, zapanowało rozczarowanie rządami białych, w mieście z powodzeniem działali bolszewiccy agitatorzy. Szczególny gniew budziły pogłoski, jakoby gen. Denikin zamierzał oddać władzę w mieście Andriejowi Szkurze, który budził powszechny strach.  
Po upadku Charkowa zdyscyplinowany do tej pory odwrót Armii Ochotniczej w kierunku obszaru dońskiego i Kaukazu Północnego zmienił się w bezładną ucieczkę; razem z białymi wycofywali się sprzyjający im cywile, a wśród wycofujących się wybuchła epidemia tyfusu. Czerwonym natomiast zwycięstwo w bitwie o Charków umożliwiło kontynuowanie marszu na południe i odbicie Donbasu, co też nastąpiło na przełomie 1919 i 1920 r.. 